# بطولة أمم أوروبا للسيدات 1987
أقيمت بطولة أمم أوروبا لكرة القدم للسيدات 1987 في النرويج وقد حقق لقبها منتخب النرويج للمرة الأولى في تاريخه.

## التصفيات التمهدية
إنظر المقال الرئيسي: تصفيات بطولة أمم أوروبا لكرة القدم للسيدات 1987

## نصف النهائي
| المنتخب #1 | النتيجة.    | المنتخب#2 | المدينة |
| ---------- | ----------- | --------- | ------- |
| النرويج    | 2 - 0       | إيطاليا   | أوسلو   |
| السويد     | 3 - 2(و.إ.) | إنجلترا   | موس     |

## تحديد المركز الثالث
| المنتخب #1 | النتيجة. | المنتخب#2 | المدينة |
| ---------- | -------- | --------- | ------- |
| إيطاليا    | 2 - 1    | إنجلترا   | درامن   |

## النهائي
| المنتخب #1 | النتيجة. | المنتخب#2 | المدينة |
| ---------- | -------- | --------- | ------- |
| النرويج    | 2 - 1    | السويد    | أوسلو   |

## البطل
| بطولة أمم أوروبا لكرة القدم للسيدات 1987 |
| ---------------------------------------- |
| · النرويج · للمرة الأولى                 |

## روابط خارجية
- Results at UEFA.com